# Cnesterodon brevirostratus
Cnesterodon brevirostratus är en fiskart som beskrevs av Karel Rosa och Costa, 1993. Cnesterodon brevirostratus ingår i släktet Cnesterodon och familjen Poeciliidae. Inga underarter finns listade i Catalogue of Life.